# Léon Dumont
Léon Dumont (* 5. Februar 1837 in Valenciennes; † 7. Januar 1877 ebenda) war ein französischer Psychologe und Philosoph. Zu einer gewissen Popularität brachte es seine Abhandlung über die Ursachen des Lachens (Des causes du rire).

## Werke
- Des causes du rire (1862)
- Théorie de l'évolution en Allemagne (1873)
- Théorie Scientifique de la Sensibilité (1875)
- La théorie de la sensibilité (1876)
  - Vergnügen und Schmerz : zur Lehre von den Gefühlen (Théorie scientifique de la sensibilité, dt.) Autoris. Ausg. Leipzig : Brockhaus, 1876 (Internationale Wissenschaftliche Bibliothek ; 22)